# بیلی تلنت
بیلی تلنت (انگلیسی: Billy Talent) یک گروه پانک راک کانادایی از میسیساگا انتاریو است. این گروه را سال ۱۹۹۳ بنجامین کووالویچ (خواننده)، یان دی‌سا (گیتار)، جان گالانت (بیس) و آرون سولوونیوک (سازهای کوبه‌ای) تشکیل دادند. این گروه حداقل یک دهه قبل از موفقیت و شهرتش وجود داشت و مشغول فعالیت بود. اعضای این گروه در دوره دبیرستان با یکدیگر آشنا شده و تحت نام پز شروع به اجرای موسیقی کردند.

## آلبوم‌شناسی
- واتوش! (۱۹۹۹ - با نام گروه پز)
- بیلی تلنت (۲۰۰۳)
- بیلی تلنت ۲ (۲۰۰۶)
- بیلی تلنت ۳ (۲۰۰۹)
- سکوت مرگ (۲۰۱۲)
- ترس از ارتفاع (۲۰۱۶)